# Transmisandria
A transmisandria ou transandrofobia é a discriminação vivenciada por homens trans e indivíduos transmasculinos, uma forma de transfobia e um conceito semelhante à transmisoginia e exorsexismo . A transmisoginia, a discriminação contra homens trans e a discriminação contra pessoas não binárias são tipos de transfobia que afetam mulheres trans, homens trans e pessoas não binárias, respectivamente.

## Etimologia
Não há consenso oficial sobre um termo para a discriminação contra homens transgênero. No entanto, muitos termos foram cunhados online para se referir à discriminação contra homens trans.
O termo proposto transmisandria combina o prefixo 'trans-' com 'misandria' de forma semelhante à etimologia da transmisoginia, que é derivada de 'trans-' e 'misoginia'. Também é utilizado o termo transandrofobia, que utiliza o sufixo ‘androfobia’.

## Tipos de preconceito
O preconceito contra homens transexuais pode resultar tanto da difamação da masculinidade ou da masculinidade quanto da misoginia. A complexidade deste preconceito e a necessidade de um termo para este tipo de transfobia já foram abordadas anteriormente pela autora transgênero Julia Serano, que cunhou o termo transmisoginia. Em 2021, ela esclareceu o uso do termo e identificou uma lacuna na linguagem para uma palavra que designa discriminação contra homens trans.
"Transmisoginia pode ser um termo vital para alguns de nós comunicarmos a intersecção entre transfobia e misoginia que enfrentamos. Mas outros podem vivenciá-la de forma mais complicada ou severa, como no caso da transmisoginia. E para outros (por exemplo, certas pessoas não binárias, pessoas trans do espectro masculino / masculino), a misoginia pode se cruzar com a transfobia de diferentes maneiras que não são adequadamente articuladas pela transmisoginia. Isso não significa necessariamente que a transmisoginia seja "errada"; pode simplesmente significar que precisamos de linguagem adicional. "
Historicamente, os homens transexuais não gozaram de muita visibilidade devido à falta de consciência da existência da transição masculinizante. Muitas pessoas só estavam conscientes da transição feminizante como resultado da hipervisibilidade das mulheres trans em meados do século XX. Susan Stryker escreveu que uma organização chamada Labyrinth foi fundada em 1968 para preencher a lacuna no apoio aos homens trans, já que até então a maioria das organizações trans se concentrava em mulheres trans. Stryker escreve que a maioria das outras organizações da época eram mais "voltadas para as necessidades das mulheres trans do que dos homens trans".

### Misoginia
A misoginia dirigida a pessoas designadas como mulheres ao nascer pode envolver policiamento social e corporal que geralmente está associado à forma como as mulheres cisgênero vivenciam a misoginia; no entanto, no caso dos homens transexuais, esta misoginia pode ser combinada com discriminação transfóbica adicional.

Os homens transgénero e as pessoas transmasculinas enfrentam uma marginalização adicional em certos contextos que as mulheres cisgénero não enfrentam. Isto inclui a dificuldade de acesso a esfregaços cervicais, onde indivíduos transmasculinos são sujeitos a erros de género que as mulheres cisgénero geralmente não experimentam, devido aos homens transgénero terem identidades de género que são incongruentes com os cuidados médicos de género de que necessitam. O exame de Papanicolau também tem maior probabilidade de ser inadequado na detecção do câncer cervical em homens trans que usam terapia hormonal masculinizante.
Questões de autonomia corporal também afetam os homens trans. Os homens transexuais que mantêm os seus úteros podem conseguir engravidar, mas também podem enfrentar barreiras adicionais aos serviços de aborto. Em 2018, a legislação proposta para legalizar o aborto na Irlanda só permitia que as mulheres fizessem aborto. Grupos de campanha destacaram a situação dos homens transexuais, dizendo que "a legislação proposta para a interrupção da gravidez na Irlanda só permitirá às mulheres o acesso ao aborto" e "assim, aos homens trans na Irlanda será negado o acesso ao aborto".
Os homens transexuais e as pessoas transmasculinas correm um elevado risco de agressão sexual, violência sexual e violação. A Pesquisa Transgênero dos EUA de 2015 descobriu que 51% dos homens trans relataram ter sido agredidos sexualmente pelo menos uma vez na vida, em comparação com apenas 21,3% das mulheres cisgênero. Um estudo sem fins lucrativos realizado em 2011 descobriu que, das 1.005 pessoas trans envolvidas no estudo, 50% dos entrevistados de mulheres para homens (FTM) relataram ter sofrido violência sexual na infância.

O abuso misógino dirigido a pessoas trans designadas como mulheres à nascença também pode sugerir que os homens transexuais e algumas pessoas não binárias são incapazes de saber o que é melhor para eles devido ao seu sexo.

### Racismo
Homens trans e pessoas transmasculinas de cor enfrentam uma discriminação única como resultado da intersecção das suas identidades de raça e género. Um entrevistado do projeto To Survive on this Shore discute a questão do racismo contra homens trans:
“No começo, quando comecei a transição, quando minhas características começaram a mudar, quando cheguei ao ponto em que eu era totalmente masculino, me perguntei por que as pessoas estavam me tratando de maneira diferente. Agora sou um homem negro e, quando entro no elevador, a mulher vai agarrar a carteira, ou vai para o outro lado do elevador, ou as portas batem na minha cara." -Charley, 2014
Citando Krell, Martino e Omercajic explicam que "'transmisandria racializada' ajuda a explicar o policiamento em torno da masculinidade negra para pessoas transmasculinas negras [que] foram apagadas em um enquadramento de cisgenerismo e cissexismo centrado no branco e classificado".

### Essencialismo de gênero e feminismo
De acordo com Mimi Marinucci, o essencialismo de gênero e o essencialismo sexual, no sentido de determinismo biológico, são visões feministas radicais sobre gênero e são fundamentais para o feminismo radical trans-excludente. Ela afirma que, como resultado, embora o seu enfoque nas mulheres transgénero seja mais visível, os homens transgénero também são rotineiramente alvo de argumentos essencialistas de género. Ela argumenta que o essencialismo de género demoniza a masculinidade e a masculinidade como um todo, tendo como alvo as mulheres trans pelo sexo que lhes foi atribuído à nascença e tornando as transições masculinizantes dos homens trans como uma ameaça e algo a ser visado, como ao chamar os procedimentos masculinizantes de “cirurgia mutiladora”.
A intersecção entre a discriminação contra homens transexuais e a misoginia dividiu a opinião feminista sobre o lugar dos homens transexuais no feminismo, particularmente nos tipos de feminismo que estão preocupados com os direitos reprodutivos e a violência doméstica. Muitas organizações feministas acolhem e apoiam os homens transexuais. No entanto, uma série de organizações feministas radicais transexclusivas não acolhem os homens transexuais com base na sua masculinidade. Aqueles que acolhem os homens transexuais não vêem os homens transexuais como homens. Outras organizações feministas adotaram o feminismo radical trans-inclusivo, que inclui mulheres trans e algumas pessoas não binárias, mas muitas vezes também podem excluir homens trans com base na sua masculinidade, devido ao essencialismo de género ainda presente na teoria feminista radical.

## Assédio social
Pessoas transmasculinas enfrentam abuso social, incluindo intimidação e assédio. O estigma e as atitudes negativas em relação à masculinidade das pessoas transmasculinas contribuem para problemas generalizados de saúde mental na comunidade. De acordo com um estudo de 2018, 50,8% dos meninos trans (de 11 a 19 anos) tentaram o suicídio. Os pesquisadores afirmaram que "há uma necessidade urgente de entender por que adolescentes transgêneros, de mulheres para homens e não binários relatam envolvimento em comportamento suicida em níveis mais elevados do que outras populações transexuais adolescentes... Pesquisas anteriores em adultos revelam que homens transexuais relatam níveis mais elevados de discriminação de género em comparação com mulheres transexuais, o que pode ajudar a explicar esta diferença no comportamento suicida." Além disso, um estudo de 2013 sobre a saúde sexual dos homens trans sugeriu que as vulnerabilidades de saúde psicossocial dos homens trans podem contribuir para comportamentos sexuais de risco e para a vulnerabilidade ao VIH e às DST. TDOR, uma organização que coleta relatos de pessoas trans perdidas devido à violência, relata sobre homens trans que perderam suas vidas por suicídio causado pelo preconceito contra sua transmasculinidade.